# Warenhaus GUM

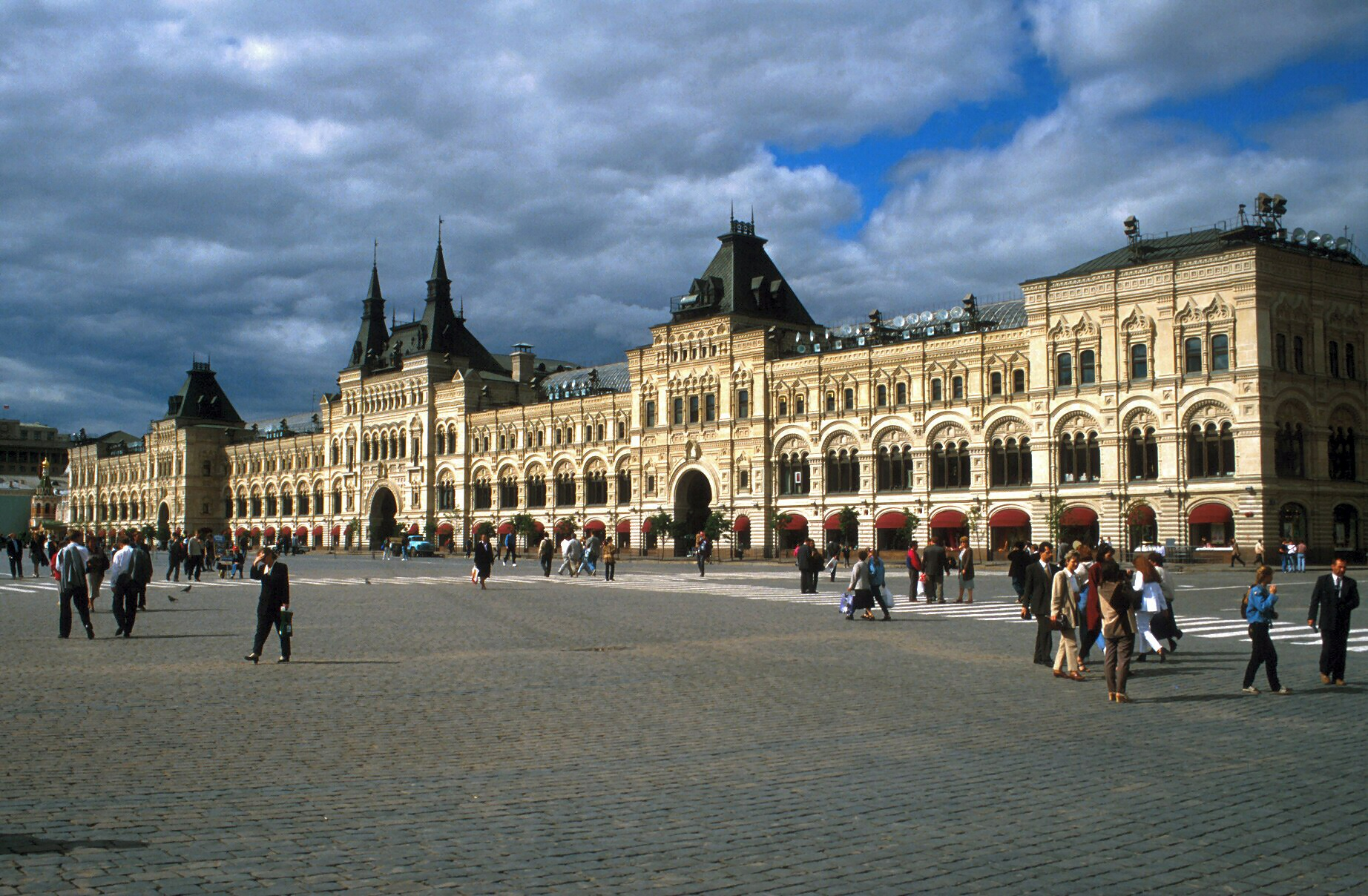
Warenhaus GUM, Ansicht vom Roten Platz aus

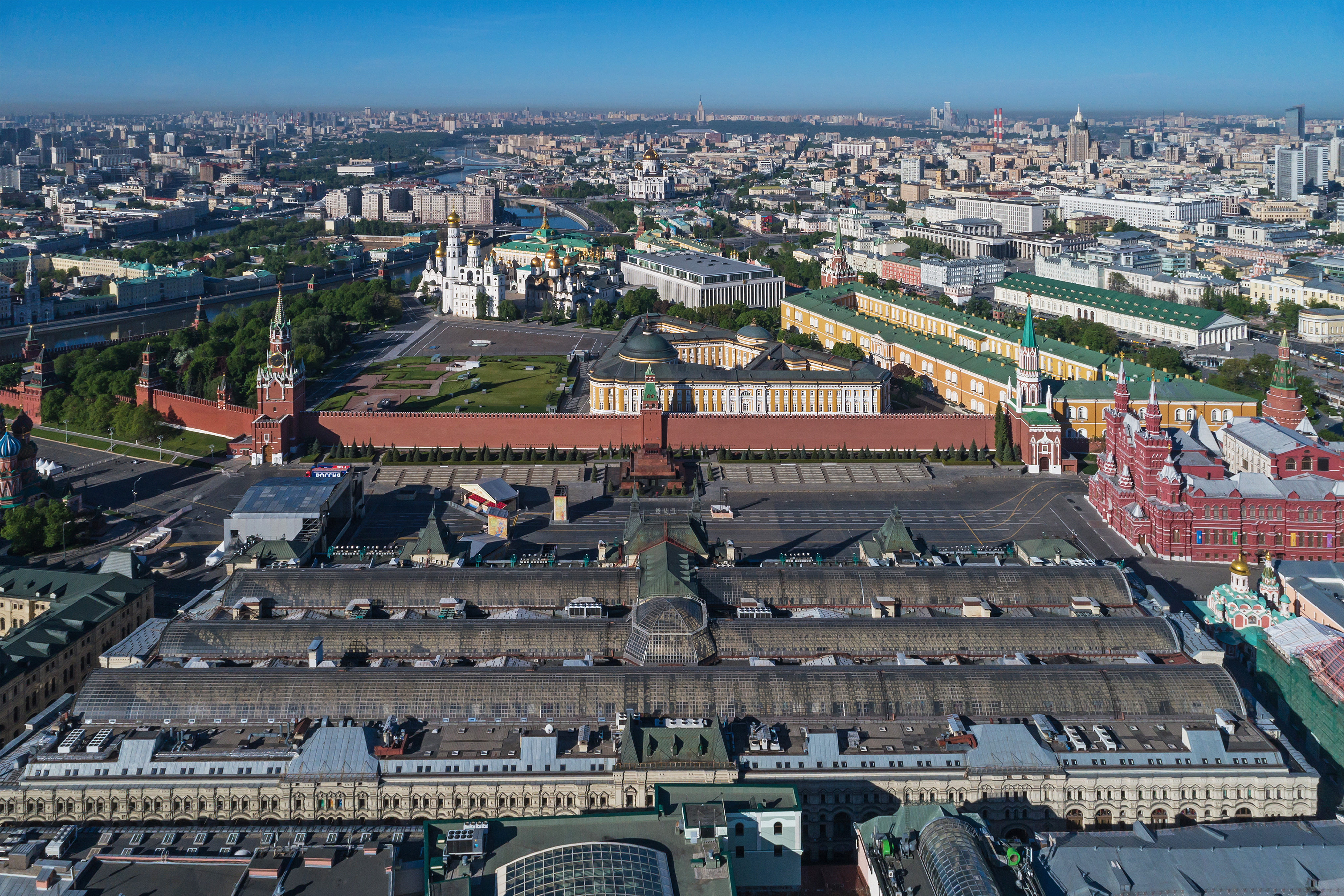
Luftaufnahme mit dem Glasdach des GUM im Vordergrund

Das Warenhaus GUM (russisch Торговый Дом ГУМ, Transkription Torgowy Dom GUM; abgekürzt von Главный универсальный магазин, Glawny uniwersalny magasin, zu Deutsch Hauptwarenhaus) ist ein ehemaliges Warenhaus und heute ein Einkaufszentrum in der russischen Hauptstadt Moskau. Mit einer Fläche von rund 75.000 m² und einer über 100-jährigen Geschichte ist es eines der bekanntesten Handelsunternehmen und war nach alter Konzeption das größte Warenhaus Europas.
Das Gebäude des GUM befindet sich im Herzen Moskaus am Roten Platz, gegenüber dem Lenin-Mausoleum und dem Kreml. Es wurde 1893 nach Entwürfen von Alexander Pomeranzew und Wladimir Schuchow als Obere Handelsreihen (Верхние торговые ряды, Werchnije torgowyje rjady) errichtet und stellt heute ein wichtiges Denkmal der historistischen russischen Architektur des späten 19. Jahrhunderts dar. Zu Sowjetzeiten jahrzehntelang geschlossen und später als Staatliches Warenhaus (Государственный универсальный магазин, Gossudarstwenny uniwersalny magasin) geführt, weist das GUM zudem eine recht wechselvolle Geschichte auf.

## Allgemeines
Das Warenhaus GUM befindet sich am westlichen Rand des alten Geschäftsviertels Kitai-Gorod im Zentralen Verwaltungsbezirk Moskaus, unmittelbar im historischen Kern der Stadt. Das Gebäude des Warenhauses nimmt ein annähernd rechteckiges Areal zwischen dem Roten Platz, der Nikolskaja-Straße, der Wetoschny-Gasse und der Iljinka-Straße ein und verfügt über zehn Eingänge an allen vier Seiten des Gebäudes. In unmittelbarer Nähe des GUM befinden sich unter anderem die Basilius-Kathedrale, die Metro-Station Ploschtschad Rewoljuzii sowie die Moskworezki-Brücke über die Moskwa.

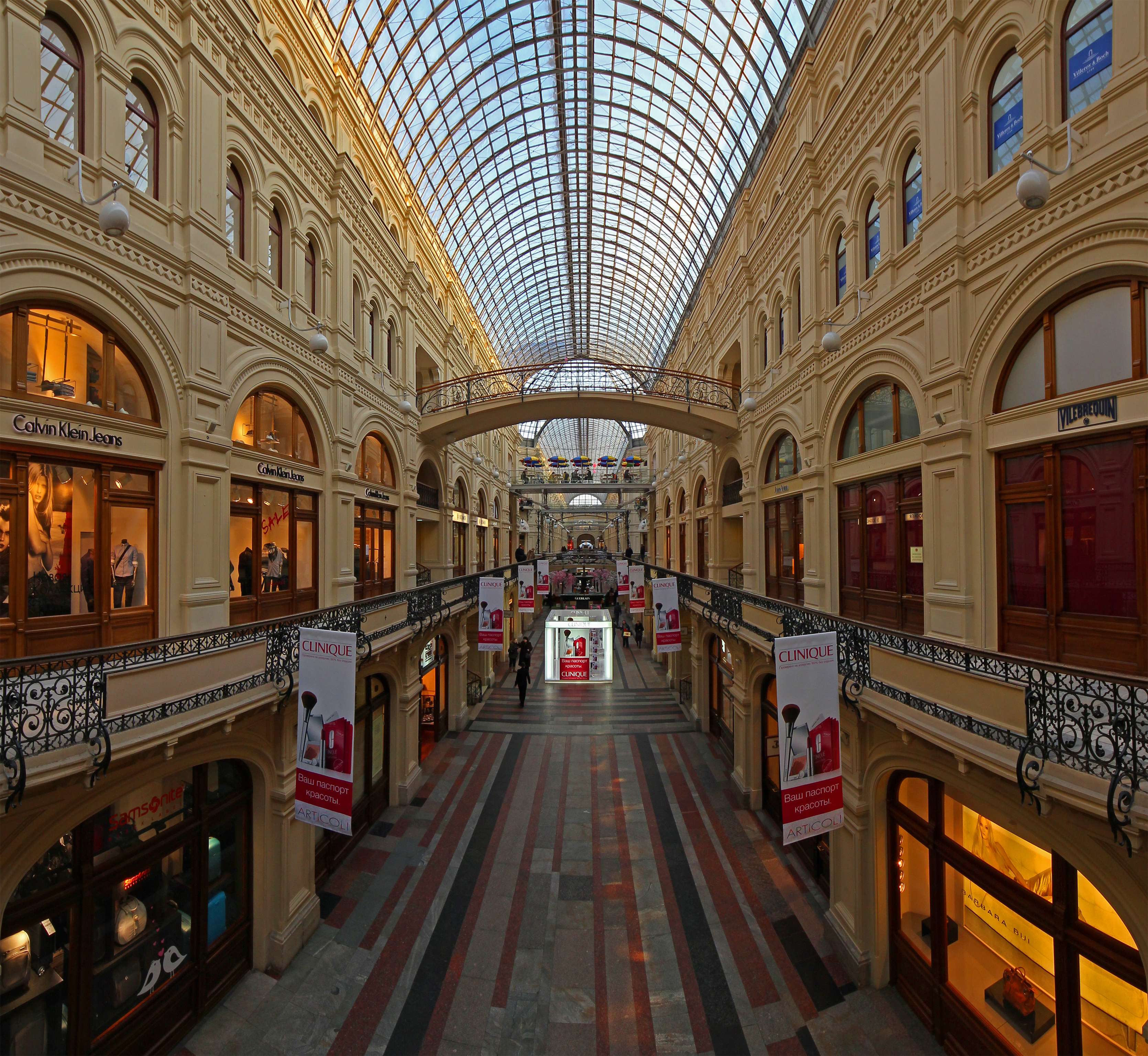
Ansicht der mittleren Längspassage des GUM

Der 250 Meter lange und 88 Meter breite Innenraum des Gebäudes beherbergt auf drei Etagen rund 200 separate, unterschiedlich große Ladenlokale entlang dreier glasbedachter Längspassagen (auch Linien genannt) und dreier Querpassagen sowie der über ihnen beidseitig gelegenen, durch Brücken miteinander verbundenen Galerien in den beiden Obergeschossen. Von der Funktionsweise her ist das GUM daher kein typisches Warenhaus mehr, sondern vielmehr ein Einkaufszentrum. Dennoch wird es auch heute noch üblicherweise Warenhaus genannt, da sich diese Bezeichnung seit den Sowjetzeiten, wo der Handel einheitlich in staatlicher Hand war, fest eingebürgert hat. Insgesamt beträgt die Verkaufsfläche des GUM etwa 35.000 m² bei einer Gesamtfläche von 75.000 m². Die durchschnittliche Besucherzahl beläuft sich gegenwärtig auf etwa 30.000 Kunden täglich. 
Das GUM-Gebäude befindet sich im Eigentum der Stadt Moskau und wird seit 1990 von der im selben Jahr gegründeten Aktiengesellschaft Warenhaus GUM betrieben, die Pachtrechte am Gebäude bis 2042 besitzt. 75 Prozent der GUM-Aktien werden gegenwärtig von der russischen Modehaus-Kette Bosco di Ciliegi gehalten, der Rest befindet sich im Streubesitz. Bis 2005 betrieb die Gesellschaft neben dem GUM zusätzlich die Warenhauskette Stilny Gorod sowie einige ehemals staatliche Geschäfte in Moskau. Der Reingewinn der Betreibergesellschaft betrug im Jahre 2006 rund 27,7 Millionen US-Dollar bei einem Umsatz von 97,2 Millionen Dollar.
Aufgrund der zentralen Lage des Hauses und der daraus resultierenden hohen Mieten für die Lokale richtet sich das Angebot der meisten Geschäfte heute vorwiegend an zahlungskräftige Kunden. Dies gilt insbesondere für die Läden in den Passagen des Erdgeschosses, bei denen es sich meist um vornehme Boutiquen und Fachgeschäfte für teure Markenkleidung und -schuhe sowie Juweliersalons handelt. Auch mehrere namhafte deutsche Hersteller sind mit ihren Firmengeschäften im GUM vertreten, darunter adidas, Hugo Boss, Puma und Salamander. Etwas preiswerter ist die dritte Etage des Hauses, die neben einigen Geschäften mittlerer Preisklasse auch mehrere Gastronomiebetriebe, darunter ein russisches Fastfood-Restaurant, beherbergt. Darüber hinaus finden sich im GUM heute unter anderem Parfümeriehandlungen, Souvenir-, Spielzeug- und Haushaltswarenläden sowie Computer- und Multimediahandlungen.

## Architektur

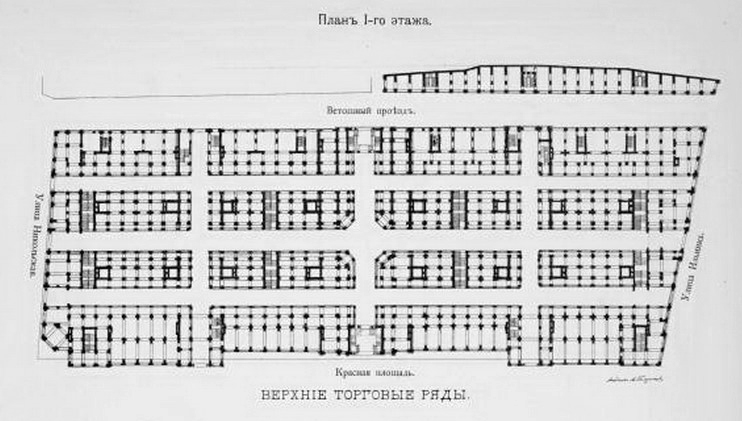
Originalplan des GUM-Gebäudes, 1893

Das GUM-Gebäude wurde in den Jahren 1890 bis 1893 nach einem Entwurf des Architekten Alexander Pomeranzew (1849–1918) unter Mitwirkung des Ingenieurs Wladimir Schuchow (1853–1939) erbaut. Insgesamt wird das Gebäude dem sogenannten neo- oder pseudorussischen Stil zugeordnet, einer Stilrichtung des Historismus, für die eine Mischung aus russisch-traditionalistischer Baukunst des 15. und 16. Jahrhunderts mit neoklassizistischen, westeuropäischen Elementen typisch ist.

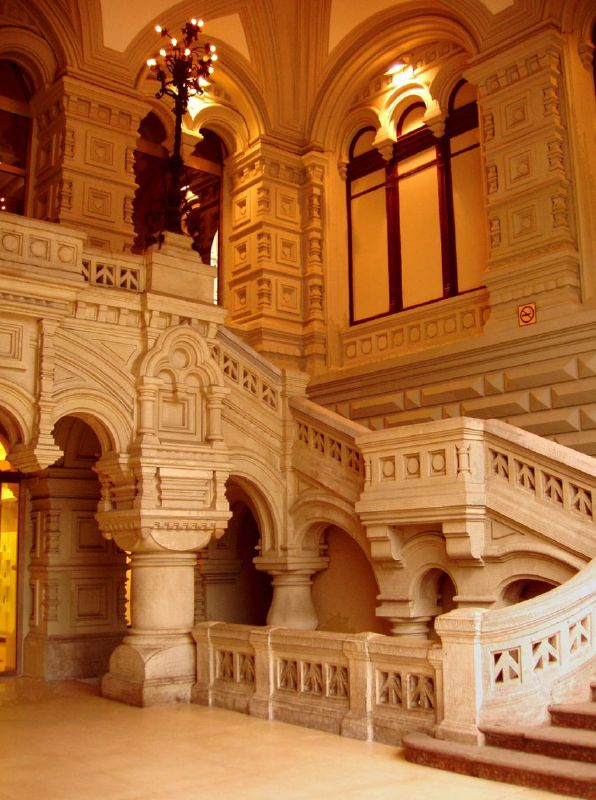
Außentreppe am Haupteingangsportal

Der altrussische Einfluss ist vor allem an den Fassaden des Gebäudes zu sehen, die Pomeranzew in Anknüpfung an die Architektur der umliegenden Viertel, darunter die des Kremls und des benachbarten Historischen Museums, entwarf. Hierfür typisch sind insbesondere die großen, stilistisch an russisch-orthodoxe Kirchengebäude angelehnten Bogenfenster, die beiden spitzen Türme im Mittelbereich des Gebäudes, die an einige der Kreml-Türme erinnern, sowie im Stile des Terem-Palastes und ähnlicher vornehmer Wohngebäude des 16. Jahrhunderts geformte Dachabschnitte. Allerdings lassen sich an den GUM-Fassaden zusätzlich einige Elemente der europäischen Renaissance erkennen, wie etwa die zahlreichen Ornamente im Bereich der Fenster sowie arkadenähnliche Portale an den Eingängen. Auch dies ist für Pomeranzews Schaffen charakteristisch, da er von 1879 bis 1887 im europäischen Ausland – darunter in Italien – lebte und praktizierte und sich dabei von der dortigen Architektur inspirieren ließ. Für das gesamte Gebäude wurden bei dessen Errichtung etwa 40 Millionen Backsteine verwendet. Die Außenwände erhielten eine Verkleidung aus Granit, Marmor und Kalkstein. Am aufwändigsten wurde die Fassade zum Roten Platz hin gestaltet, in deren Mitte sich der zentrale Warenhauseingang befindet: Die erste Etage ist hier mit Marmor aus Tarussa verkleidet, wodurch die Fassade in ihrem unteren Bereich heller erscheint als im mittleren und im oberen, und mit einem massiven Gesims von den beiden Obergeschossen abgegrenzt.

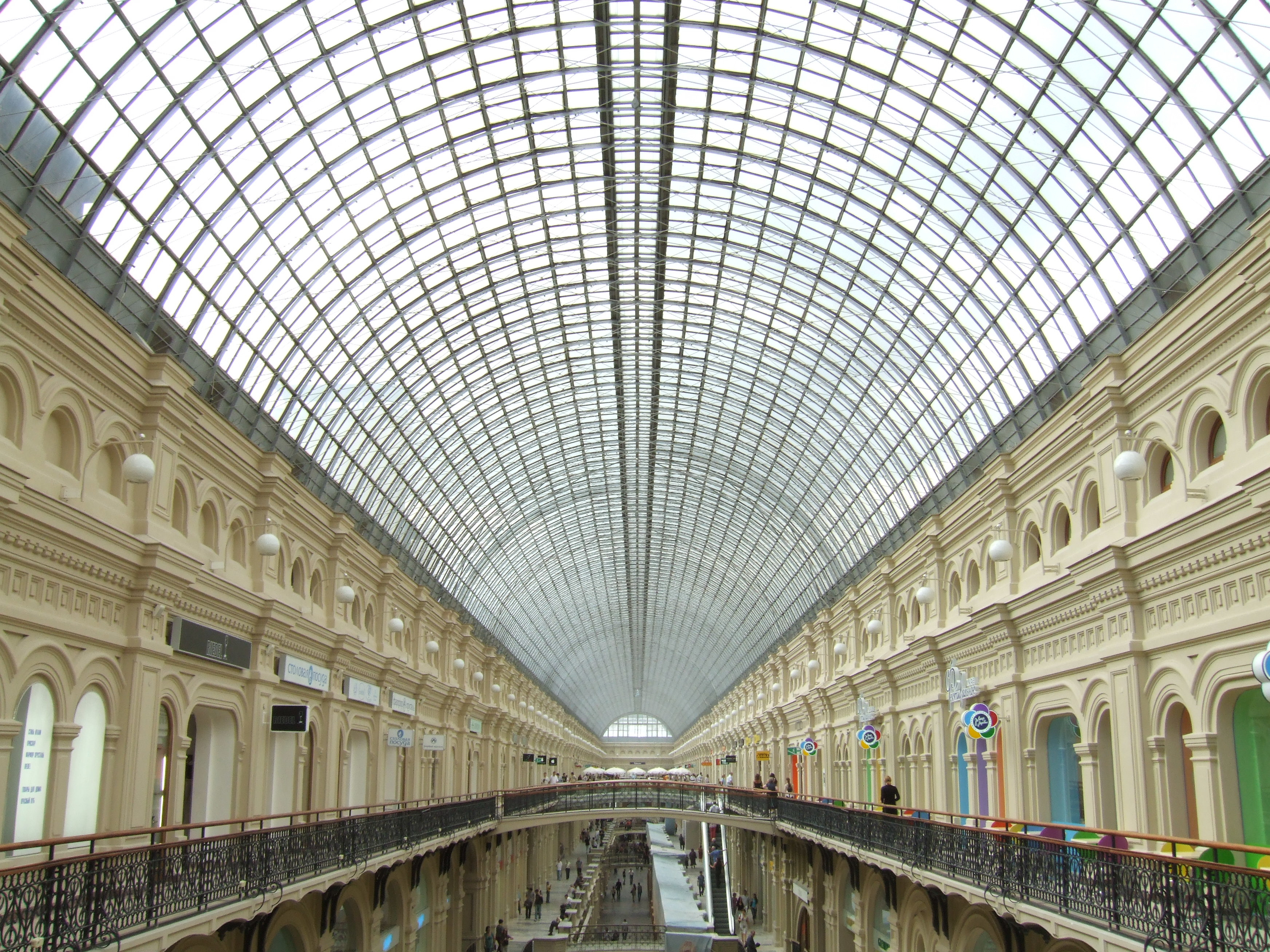
Zweites Obergeschoss des GUM und das Glasdach

Im Gegensatz zu den Fassaden, die vornehmlich an die Traditionen altrussischer Baukunst anknüpfen, wurde der Innenraum des GUM in einem für Ende des 19. Jahrhunderts sehr modernen, an die europäische Architektur angelehnten Stil geschaffen und mit zahlreichen Stahl- und Glaselementen versehen. Für die damalige Zeit einzigartig und auch heute noch markant sind die transparenten, konkav geformten Dachkonstruktionen über den drei Längspassagen mit jeweils 15 m Spannweite und 250 m Länge. Sie entstanden nach dem Entwurf Wladimir Schuchows, der hierfür rund 60.000 Glasscheiben verwendete, die von Metallelementen mit einem Gesamtgewicht von 833 Tonnen getragen werden. Eine ähnliche Konstruktion konzipierte Schuchow einige Jahre später auch für den Kiewer Bahnhof und eine Reihe anderer öffentlicher Gebäude in Moskau.

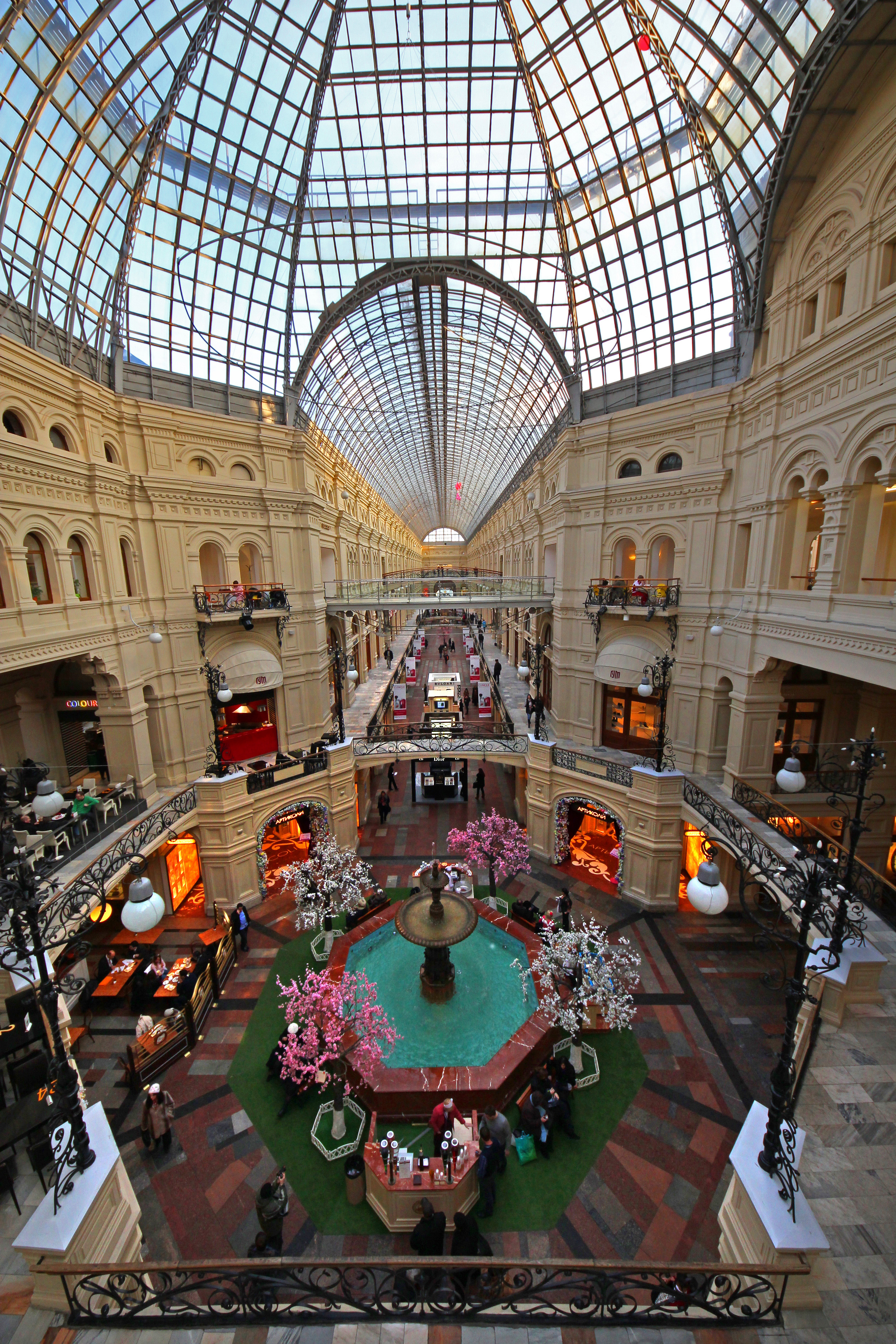
Treffpunkt mit Brunnen unter der zentralen Glaskuppel

Die Etagen des Gebäudes wurden durch seitlich angelegte Treppenhäuser verbunden, die erst Anfang der 2000er-Jahre im Zuge der Gebäudesanierungsarbeiten durch Fahrtreppen an den Querpassagen ergänzt wurden. Die Galerien an den beiden Obergeschossen sind durch Stahlbetonbrücken miteinander verbunden, die nach einem Entwurf des Ingenieurs Arthur Loleit (1868–1933) beim Bau des Warenhauses errichtet worden sind. Im Kellergeschoss des Gebäudes befinden sich unter anderem Lagerräume sowie Besuchertoiletten.
Ein weiteres markantes Bauwerk im Inneren des GUM ist der Springbrunnen, der sich im Mittelpunkt des Gebäudes, am Kreuzungspunkt der beiden mittleren Längs- und Querpassagen befindet. Er wurde dort wenige Jahre nach der Eröffnung des Warenhauses aufgestellt und besaß ursprünglich ein kreisförmiges Becken, das jedoch im Zuge des Umbaus 1953 durch ein achteckiges Becken aus rotem Quarzit ersetzt wurde. Den Mittelpunkt des Brunnens bildet eine pilzförmige bronzene Konstruktion, deren Spitze bis auf das Höhenniveau des ersten Obergeschosses reicht. Gestützt wird der Springbrunnen durch spezielle Metallpfeiler, die sich genau unter ihm im Untergeschoss befinden. Genau über dem Gebäudemittelpunkt mit dem Springbrunnen nimmt die Glasdachkonstruktion eine Kuppelform an. Der Springbrunnen dient bis heute vielen Moskauern als Treffpunkt für Verabredungen.

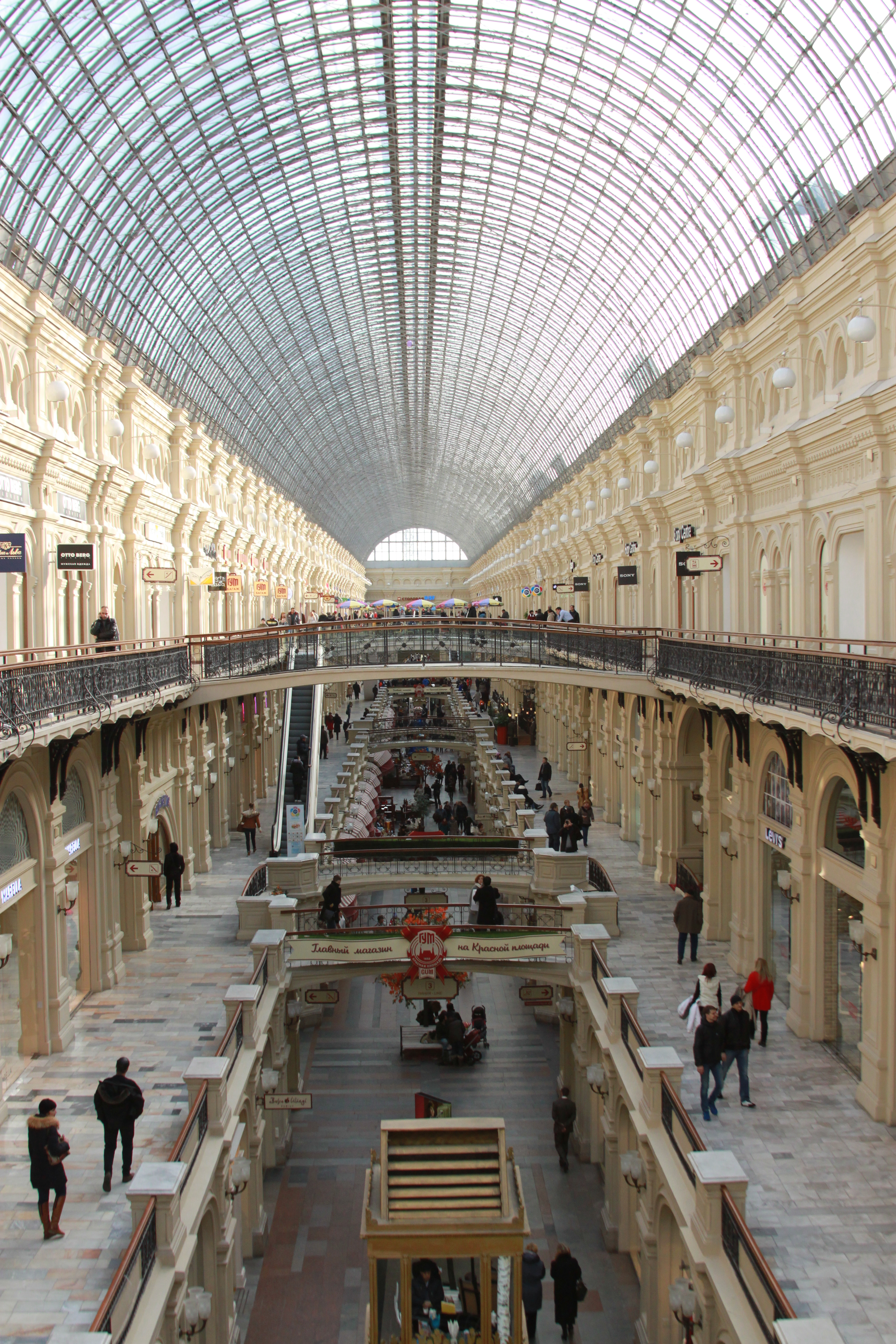
GUM (2014)

## Geschichte

### Die Oberen Handelsreihen bis zum 19. Jahrhundert
Wie aus diversen Urkunden der damaligen Zeit hervorgeht, waren die Viertel unmittelbar östlich des Roten Platzes bereits vor dem 17. Jahrhundert vom Handel geprägt. Auch auf dem Platz selbst, der schon damals den zentralen Platz der Stadt darstellte, waren vielfach Verkaufsstände aufgestellt. Stellenweise reichten sie bis an die Mauern des Kreml, welcher noch bis Anfang des 18. Jahrhunderts Zarenresidenz war. Mit der Bevölkerungszunahme Moskaus im späten 18. Jahrhundert dehnte sich auch der Straßenhandel im Herzen der Stadt immer weiter aus; in der zweiten Jahrhunderthälfte glich bereits das gesamte Gelände zwischen dem Roten Platz und den östlich hieran angrenzenden Straßen einem riesigen Marktplatz. Dabei hatte sich für das unmittelbar an den Roten Platz angrenzende, auf einer Anhöhe liegende Areal die Bezeichnung Obere Handelsreihen (russisch Верхние торговые ряды, Werchnije torgowyje rjady) eingebürgert, während die Marktplätze der beiden am Hang zum Moskwa-Ufer hinunter gelegenen Viertel östlich der Basilius-Kathedrale dementsprechend Mittlere bzw. Untere Handelsreihen genannt wurden. Einige Straßennamen – so die Fischgasse (russ. Рыбный переулок, Rybnyi pereulok) oder die Bleikristallgasse (Хрустальный переулок, Chrustalnyi pereulok) – erinnern bis heute an die Zeit, als im Bereich des Roten Platzes ausschließlich Straßenhandel betrieben wurde und sich für bestimmte Waren – neben Fisch und Bleikristall beispielsweise Gemüse, Butter, Gold, Silber oder Seide – eigene Marktreihen bildeten.
Erste Bestrebungen, die ungeordneten Handelsaktivitäten rund um den Roten Platz unter ein Dach zu bringen, gab es in der zweiten Hälfte des 18. Jahrhunderts. In den 1780er-Jahren gelang es einigen besonders einflussreichen Moskauer Kaufleuten, eine Genehmigung des Zaren für die Errichtung eines zweistöckigen backsteinernen Bauwerkes östlich des Roten Platzes zu erwirken, damit dieser vom regen Handelstreiben, das auch die Zufahrt in den Kreml behinderte, entlastet werden konnte. Einige Jahre später entstand mit dem Handelsgebäude, das unverändert die Bezeichnung Obere Handelsreihen erhielt und hinter seiner Fassade unzählige Verkaufsbuden vereinigte, der erste Vorläufer des heutigen GUM. Ungefähr zeitgleich ließen die Händler auch an den Mittleren Handelsreihen einen ähnlichen Komplex errichten. Die Konzeption beider Häuser wird dem renommierten Architekten Giacomo Quarenghi zugeschrieben, einem Exil-Italiener, der vor allem in Sankt Petersburg mehrere bis heute bekannte Bauwerke, darunter das Smolny-Institut, entwarf.

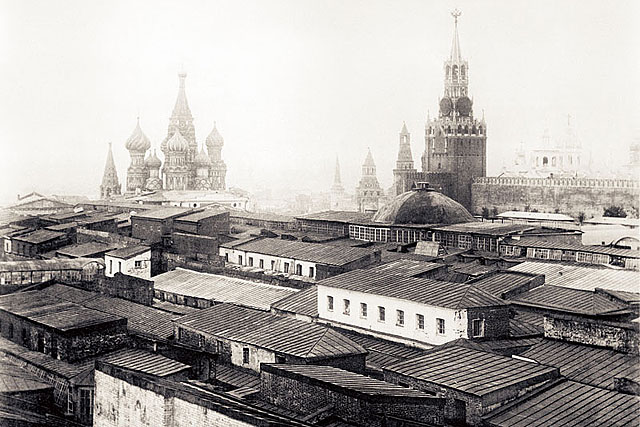
Handelsreihen am Roten Platz im 19. Jahrhundert. Blick von oben

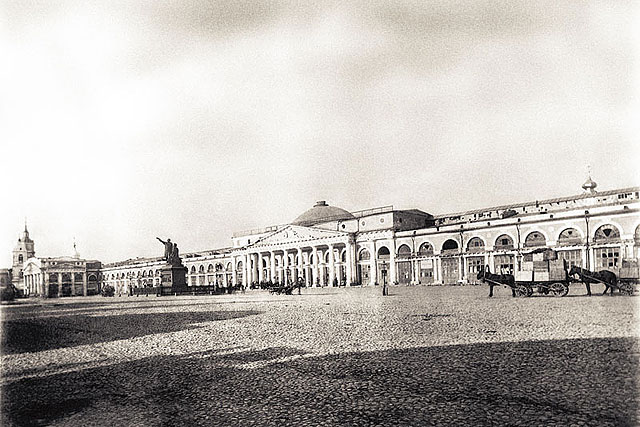
Handelsreihen am Roten Platz im 19. Jahrhundert, Blick vom Roten Platz aus. Vor dem Gebäudeeingang ist das Denkmal für Minin und Poscharski zu sehen, das in den 1930er-Jahren vor die Basilius-Kathedrale verlegt wurde

Die neu errichteten Handelshäuser überdauerten jedoch nicht lange. Obwohl sie nicht aus Holz, wie im damaligen Moskau üblich, sondern aus Backstein errichtet worden waren, brannten sie 1812 fast vollständig aus, als einige Stadtbewohner große Teile Moskaus beim Anrücken französischer Truppen im Krieg gegen Napoléon in Brand gesetzt hatten. Nach dem Krieg blühte der Handel jedoch schnell wieder auf und die Handelsreihen mussten wieder neu errichtet werden. Mit dem Wiederaufbau war der Architekt Joseph Bové beauftragt, der, wie sein Vorgänger, italienische Wurzeln hatte und vor allem durch seine entscheidende Rolle beim Wiederaufbau Moskaus nach dem Großbrand 1812 Bekanntheit erlangte. In den Jahren 1814 bis 1815 wurden die Oberen Handelsreihen nach seinem Entwurf im Empire-Stil an ihrem alten Standort wieder hergerichtet und sollten von nun an für die nächsten Jahrzehnte den Mittelpunkt des Moskauer Handels darstellen. Auch dieser zweite GUM-Vorläufer bestand im Wesentlichen aus den repräsentativen Fassaden, die in ihrem Inneren sehr zahlreiche und größtenteils recht chaotisch angeordnete Ladenhäuschen beherbergte. Wie die Oberen Handelsreihen damals von außen ausgesehen haben müssen, kann man bis heute an dem sehr ähnlich konzipierten ehemaligen Gebäude der Mittleren Handelsreihen relativ gut nachvollziehen, das schräg gegenüber dem heutigen GUM an der Iljinka-Straße steht (Lage: ▼) und heutzutage als Ausstellungshalle genutzt wird. Die arkadenähnlichen Portale, die sich entlang aller vier Fassaden des Gebäudes reihenweise erstrecken, dienten im 19. Jahrhundert als Eingänge zu den einzelnen Läden, die sich dahinter befanden.
Weder die nunmehr massive Bauweise der Oberen Handelsreihen noch das Renommee ihres Architekten konnten allerdings darüber hinwegtäuschen, dass das Gebäude bereits wenige Jahre nach seiner Fertigstellung bauliche Mängel aufwies. Diese führten immer öfter dazu, dass bei starken Regenfällen Wasser in das Hausinnere eindrang und unzureichend abgedeckte Ware beschädigte. Da die einzelnen Verkaufsstände verschiedensten Eigentümern gehörten, war es äußerst schwierig, eine grundlegende Sanierung des Gebäudes zu koordinieren. Bereits gegen Mitte des 19. Jahrhunderts waren die Reihen in einem derart schlechten Zustand, dass eine Renovierung zwecklos erschien und das Gebäude nur noch notdürftig instand gehalten werden konnte. Die Rufe nach einem Abriss wurden in der Bevölkerung immer lauter, so dass schließlich 1869 auch der Moskauer Generalgouverneur einen Neubau forderte.

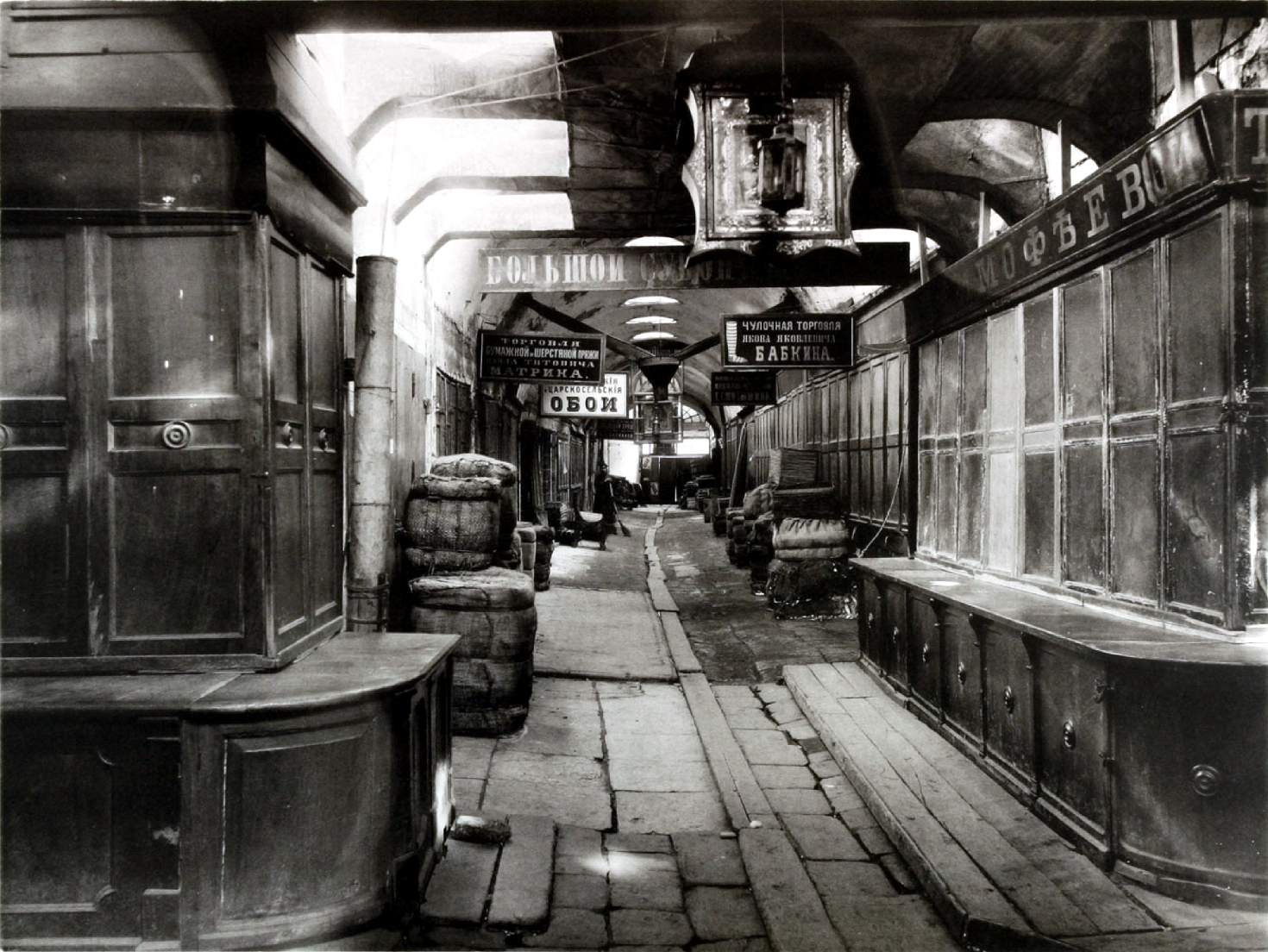
Obere Handelsreihen 1886 kurz vor der Schließung. Innenansicht.

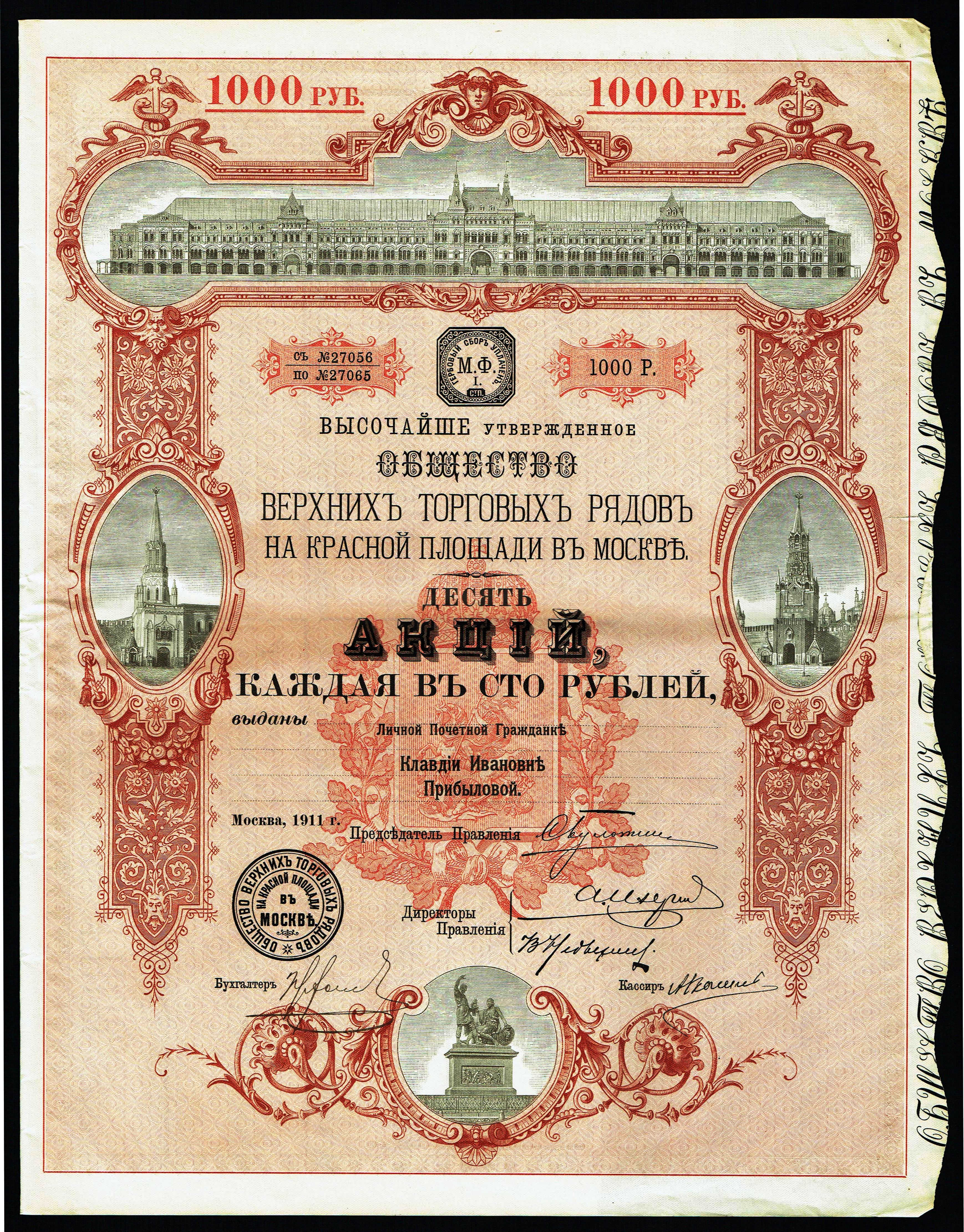
Aktie der Gesellschaft der Oberen Handelsreihen auf dem Roten Platz in Moskau

Allerdings war es zunächst sehr schwierig, die Eigentümer der Läden von der Notwendigkeit des Abrisses zu überzeugen; viele von ihnen fürchteten um ihre Existenz und leisteten zunächst massiven Widerstand gegen die Schließungspläne. Erst in den 1880er-Jahren bahnte sich ein Fortschritt an, nachdem ein angesehener Kaufmann vorgeschlagen hatte, an der Stelle der alten Reihen einen neuen, dreistöckigen Gebäudekomplex nach zeitgemäßen baulichen Standards errichten zu lassen, von dessen Bau auch die Alteigentümer profitieren würden. Da sich der Handel im Herzen Moskaus schon seit längerem als eine sehr lukrative Angelegenheit erwies, sollte es laut Plänen auch kein Problem darstellen, ausreichend Geldgeber, sprich Aktionäre, für das Bauvorhaben zu finden. Und so wurde am 10. Mai 1888 eine neue Aktiengesellschaft gegründet, die den Namen Gesellschaft der Oberen Handelsreihen am Roten Platz in Moskau erhielt.

### Von der Ausschreibung bis zur Eröffnung
In den ersten Monaten nach der Gründung der Gesellschaft wurden die Aktien ausgegeben, wobei ein bestimmter Teil davon an die Alteigentümer der Handelsreihen gemäß ihrem jeweiligen Anteil am alten Gebäude verteilt wurde. Die übrigen Aktien gab es zu einem Stückpreis von 100 Rubel zu erwerben. Der Verkauf ging ausgesprochen gut voran: Bereits in den ersten Tagen konnten rund zehn Millionen Rubel gesammelt werden. Nachdem genügend Kapital zur Verfügung stand, schrieb die Gesellschaft am 15. November 1888 einen Architekturwettbewerb um die neuen Handelsreihen aus. Nahezu zeitgleich wurde das alte Handelshaus geschlossen und alsbald mit den Abrissarbeiten begonnen.

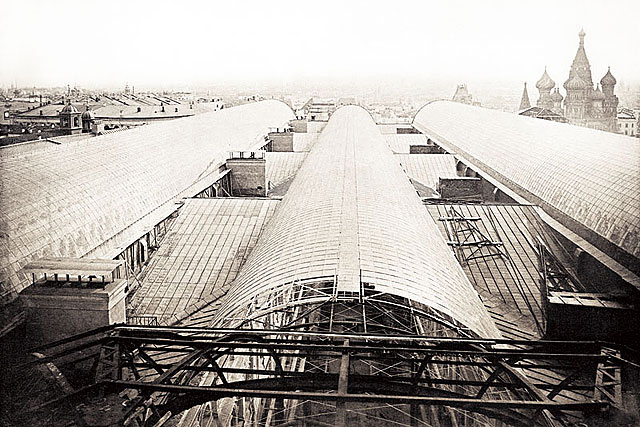
Bau der oberen Handelsreihen, 1892. Blick auf das Glasdach.

Bei der Ausschreibung legte die Handelsreihengesellschaft besonders großen Wert auf einen fairen und neutralen Wettbewerb. Um Absprachen, Bevorteilungen und ähnliche Vorkommnisse zu verhindern, wurde der Wettbewerb anonym durchgeführt; die Namen der teilnehmenden Architekten blieben bis zur Verkündung des Ergebnisses streng geheim und waren der Jury nicht zugänglich. Insgesamt wurden 23 Entwürfe eingereicht. Nach deren Begutachtung durch die Jury gab diese am 21. Februar 1889 ihre Entscheidung bekannt: Den mit 6000 Rubeln dotierten ersten Preis erhielt der von Alexander Pomeranzew und Wladimir Schuchow eingesandte Entwurf. Pomeranzew war Architekturprofessor an der Petersburger Kunstakademie und damit schon damals eine durchaus angesehene Person in russischen Architekturkreisen, während der junge Ingenieur Schuchow zu der Zeit noch völlig unbekannt war – seine berühmtesten Bauwerke wie der Moskauer Radioturm entstanden erst Jahrzehnte später. Die Experten lobten das Projekt Pomeranzews und Schuchows als, so wörtlich, „rational und wirtschaftlich“ und gleichzeitig architektonisch sehr gut harmonierend mit dem altrussischen Ensemble rund um den Moskauer Kreml. Den an der Gesellschaft beteiligten Kaufleuten gefiel an dem Entwurf insbesondere die von Wladimir Schuchow konzipierte gläserne Überdachung der Passagen, die an ähnliche, damals gerade in Mode kommende Handelspassagen in europäischen Metropolen wie Mailand, Paris oder Wien stilistisch anknüpfte. In Russland war eine solche Konstruktion bis dahin noch völlig unbekannt.
Die drei prämierten Entwürfe gingen schließlich nach Sankt Petersburg zur Begutachtung durch den Zaren Alexander III. Dieser lobte die Entscheidung der Jury und erließ daraufhin die Baugenehmigung für die neuen Handelsreihen. Die feierliche Grundsteinlegung, der nahezu die gesamte Moskauer Prominenz einschließlich des Generalgouverneurs beiwohnte, erfolgte am 21. Mai 1890. Schon in seinem Entwurf hatte Pomeranzew die Kosten und Dauer der Bauarbeiten punktgenau errechnet. Eine speziell für diesen Zweck eingerichtete Kommission überwachte die Bauarbeiten während ihres gesamten dreijährigen Verlaufs, insbesondere die Einhaltung des vorgegebenen Zeit- und Kostenrahmens sowie die statische Beschaffenheit des entstehenden Gebäudes und die Qualität der verwendeten Baumaterialien, die von namhaften russischen Herstellern geliefert wurden. Auch auf die Qualität der Arbeitskräfte wurde viel Wert gelegt: Bei der Anwerbung von Handwerkern aus anderen Regionen des Russischen Reichs fand stets der Ruf des jeweiligen Berufsstandes in der Region Berücksichtigung. Die Moskauer Öffentlichkeit verfolgte indes die Bauarbeiten aufmerksam; die Zeitungen berichteten fast täglich vom Bau, und selbst im europäischen Ausland fand die Moskauer Baustelle mit ihren riesigen Ausmaßen Erwähnung in den Printmedien. Rund zwei Jahre nach dem Baubeginn war das Gebäude bis auf die Innenausstattung fertig und konnte von seinen Anteilseignern betreten und besichtigt werden. Im Herbst 1893 wurden schließlich die Handelsreihen fertiggestellt und am 2. Dezember desselben Jahres mit einer feierlichen Zeremonie eingeweiht.

### Die Blütezeit

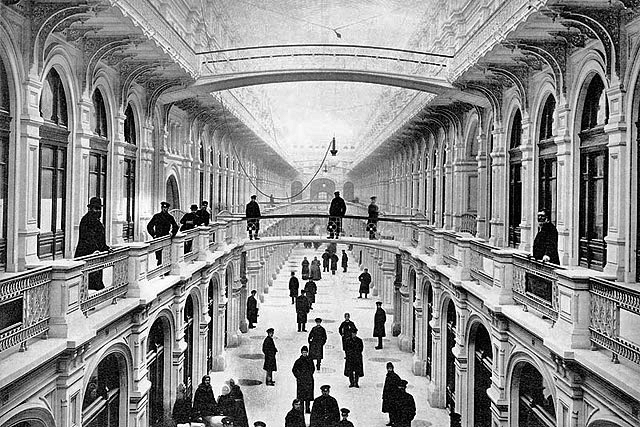
Die Oberen Handelsreihen 1893 kurz vor ihrer Eröffnung

Die Eröffnung des neuen Handelshauses im Herzen Moskaus war ein Großereignis, das auch über die Grenzen des Russischen Reichs hinaus auf Resonanz stieß. Neben dem neuartigen Glasdach, durch das viel Tageslicht in den Innenraum des Gebäudes eindrang, verfügten die neuen Handelsreihen über eine für die damalige Zeit sehr moderne Innenausstattung, die unter anderem eine Zentralheizung, mehrere elektrisch betriebene Lastenaufzüge – zu jener Zeit ebenfalls ein absolutes Novum – und sogar ein hausinternes Kraftwerk zur Stromversorgung im Kellergeschoss beinhaltete. Nach Sonnenuntergang beleuchteten rund 7000 elektrische Glühlampen die Passagen. 
Binnen weniger Tage wurden die Oberen Handelsreihen zu einem Publikumsmagneten und einer touristischen Attraktion des damals bereits fast eine Million Einwohner zählenden Moskaus. Selbst wer sich einen Einkauf dort nicht leisten konnte, kam dorthin, um sich das neue Warenhaus der Superlative anzuschauen. Die Passagen im Erdgeschoss waren wie eine überdachte Flaniermeile, an der es auch im Winter sommerlich warm war.
Vor allem aber kamen hier wohlhabende Bürger auf ihre Kosten. Die Angebotspalette der ursprünglich fast 350 Läden, die sich auf vier Ebenen einschließlich des Kellergeschosses verteilten, reichte von Süßigkeiten und Feinkost über diverse in- und ausländische Parfümerieerzeugnisse, Modeartikel, Pelze, Armbanduhren und edlen Schmuck bis hin zu Möbeln und Sanitärtechnik. Erstmals in Russland kamen in den Handelsreihen Preisschilder zum Einsatz und leiteten damit den Übergang zu einer völlig neuen Handelskultur ein, die sich vom bis dahin üblichen Feilschen im Straßenhandel und kleineren Läden abhob.  Die namhaftesten russischen und ausländischen Erzeuger präsentierten hier ihre Waren und boten sie mit viel Werbeaufwand zum Verkauf an, was sich trotz extrem hoher Mieten für die Ladenlokale (insbesondere für jene im Erdgeschoss) letztlich auszahlte. Neben fast allen möglichen Waren konnten die Kunden der Handelsreihen auf ein breites Angebot an begleitenden Dienstleistungen zurückgreifen, darunter Gepäckträger für den Transport gekaufter Ware, mehrere Gastronomiebetriebe, eine Bankfiliale, ein Postamt, einen Friseursalon und sogar eine Zahnarztpraxis. Das Obergeschoss des Warenhauses beherbergte zudem eine Veranstaltungshalle, in der gelegentlich Konzerte und Kunstausstellungen stattfanden.
Über zwanzig Jahre lang, von ihrer Eröffnung bis zum Ende des Zarenreiches, waren die Oberen Handelsreihen Mittelpunkt des wirtschaftlichen und gesellschaftlichen Lebens Moskaus und galten aufgrund ihres umfassenden, qualitativ hochwertigen Sortiments und des für die damalige Zeit vorbildlichen Services als eines der besten Warenhäuser weltweit. Aus diesem Grund waren sie Anziehungspunkt für Millionen Besucher aus Russland und von außerhalb.

### Nach der Revolution
Wenige Monate nach der Oktoberrevolution 1917 und der Machtergreifung der Bolschewiki begannen die neuen Machthaber, die Oberen Handelsreihen zu nationalisieren. Die Läden im Gebäude schlossen einer nach dem anderen, da selbst für kleinere Ladenbesitzer, die von der Zwangsenteignung zunächst verschont blieben, der Handel in den zunehmend leer werdenden Reihen nicht mehr lohnend war. Eine Vielzahl frei gewordener Ladenlokale nutzte die Staatsmacht indes als Räumlichkeiten für neu gebildete Ministerien und andere staatliche Einrichtungen; so wurde eine ehemals vornehme Parfümeriehandlung zum Sitz des Volkskommissariates für Nahrungsmittelverteilung.
1921 lebte der bis dahin fast vollständig zum Erliegen gekommene Handel in den Oberen Reihen für einige Jahre wieder auf, als die von Lenin initiierte Neue Ökonomische Politik privat betriebenen Handel erlaubte. Zur gleichen Zeit erhielt das Warenhaus seinen heutigen Namen GUM, der allerdings damals und während der gesamten Zeit des Sozialismus für Gosudarstwenny Uniwersalny Magasin (Государственный Универсальный Магазин), also Staatliches Warenhaus, stand. Auch war das Sortiment des GUM in den 1920er-Jahren bei weitem nicht so reichhaltig und vornehm wie vor der Revolution; es beschränkte sich im Wesentlichen auf Alltagsgegenstände sowie propagandistischen Bedarf wie etwa rote Fahnen oder Porträts der sowjetischen Staatsmänner.
Mit dem Ende der Neuen Ökonomischen Politik Anfang der 1930er Jahre war jedoch endgültig Schluss mit dem Handel im GUM. Die Läden wurden geräumt und durch eine Reihe weiterer Staatsorganisationen belegt; zu diesem Zweck wurden viele ehemalige Ladenlokale umgebaut und zusammengelegt, um größere Räumlichkeiten zu schaffen. So entstanden in den 1930er Jahren im Gebäude unter anderem eine Kantine, eine Druckerei und sogar mehrere Gemeinschaftswohnungen (sogenannte Kommunalkas), wobei letztere dort noch bis in die 1960er-Jahre überdauerten.  Den Namen GUM behielt das Gebäude auch in dieser Zeit, obwohl es offiziell gar kein Warenhaus mehr war.

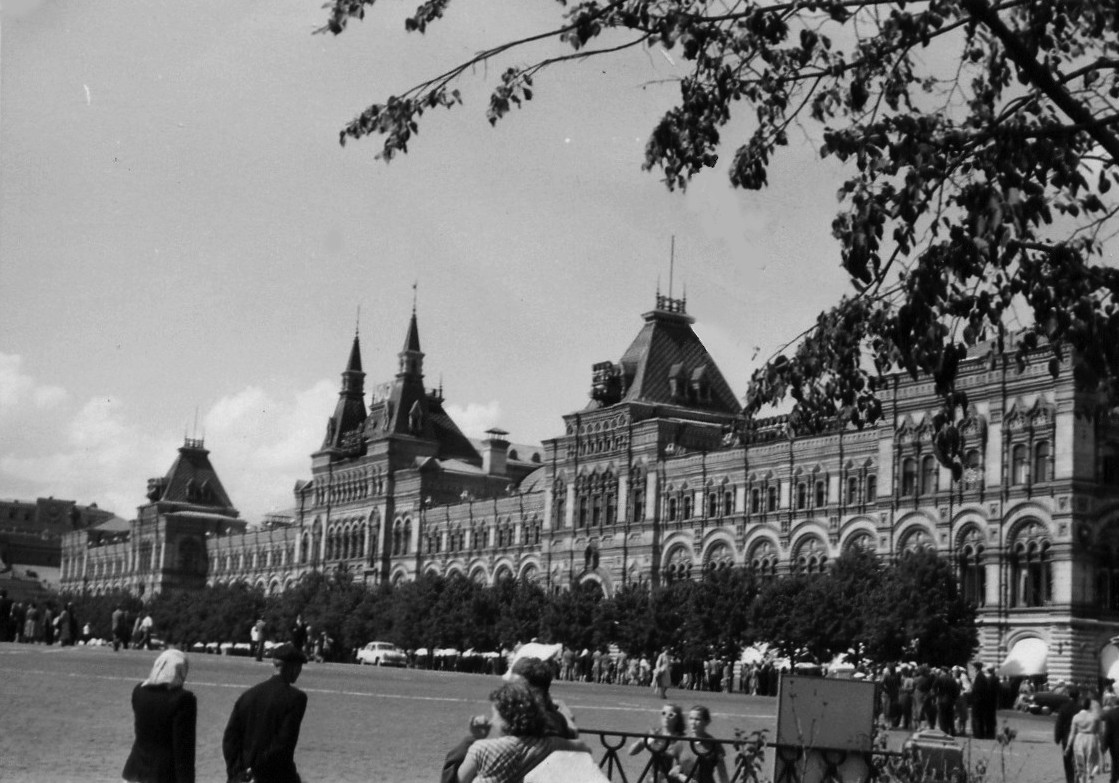
Das GUM 1960

Von den deutschen Bombardements Moskaus im Zweiten Weltkrieg weitgehend verschont geblieben, war das GUM Ende der 1940er-Jahre dennoch einige Jahre lang vom Abriss bedroht, nachdem führende sowjetische Architekten jener Zeit im Auftrag Stalins einen Plan für eine riesige Skulptur zum Gedenken an den Sieg über Deutschland erarbeitet hatten. Da diese unmittelbar im Herzen der Hauptstadt stehen sollte, also am Roten Platz, der Platz selbst aber für Militärparaden und feierliche Demonstrationen frei bleiben sollte, war in diesem Plan die endgültige Schließung und der Abriss des Warenhauses vorgesehen. Kurz nach Stalins Tod 1953 wurde jedoch nicht nur der Abrissplan verworfen, sondern auch vom Ministerrat der UdSSR beschlossen, das GUM als Warenhaus wieder zu eröffnen. Dies geschah mündlichen Überlieferungen zufolge auf Initiative des Parteifunktionärs und späteren Staatschefs Nikita Chruschtschow, der das GUM als Vorzeige-Warenhaus wiederbeleben wollte.  Sogleich begann die Renovierung des Gebäudes und der Umbau des Innenraums, bei dem unter anderem eine Vielzahl kleinerer Ladenzellen zu großen Hallen zusammengelegt wurde. Die Umbauarbeiten gingen recht schnell voran, so dass bereits am 24. Dezember 1953 die Wiedereröffnung des Hauses erfolgen konnte.

### Von der Wiedereröffnung bis heute
Seinen Ruf als das Vorzeigewarenhaus des Landes behielt das GUM von der Wiedereröffnung bis zum Zerfall der Sowjetunion praktisch unangefochten. Während der für sozialistische Staaten typische Warenmangel noch bis Anfang der 1990er-Jahre dafür sorgte, dass in gewöhnlichen Läden, Kaufhallen und Warenhäusern des Sowjetreichs nur ein äußerst dürftiges Angebot an Konsumgütern vorzufinden war, existierte im GUM zur gleichen Zeit eine geheime, für die Öffentlichkeit nicht zugängliche Abteilung, in der sich hochrangige Staatsbedienstete und ihre Angehörigen mit hochwertiger, teilweise aus dem Westen importierter Kleidung und anderen sogenannten Defizitwaren versorgen konnten. Überschüssige Bestände kamen dabei immer wieder, zur Freude der einfachen Konsumenten, in die allgemein zugänglichen Abteilungen. Dies wiederum führte dazu, dass sich jeden Morgen, noch Stunden vor der Öffnung, vor den GUM-Eingängen lange Warteschlangen bildeten, da sich viele einfache Bürger – oft aus anderen Städten der Sowjetunion extra angereist – dabei erhofften, die eine oder andere Mangelware zu ergattern. Dass sich solche Szenen ausgerechnet im Herzen der sowjetischen Hauptstadt abspielten, gleich gegenüber dem Kreml und dem Lenin-Mausoleum, war insbesondere konservativ gesinnten Staatsmännern immer wieder ein Dorn im Auge und führte in den späten 1970er-Jahren sogar erneut zu Schließungs- und Abrissplänen für das Warenhaus. Laut einer modernen Sage hat das GUM damals seinen Erhalt nur der persönlichen Einmischung des Staatschefs Leonid Breschnew zu verdanken, dessen Ehefrau Viktoria Stammkundin einer dortigen Schneiderei war.

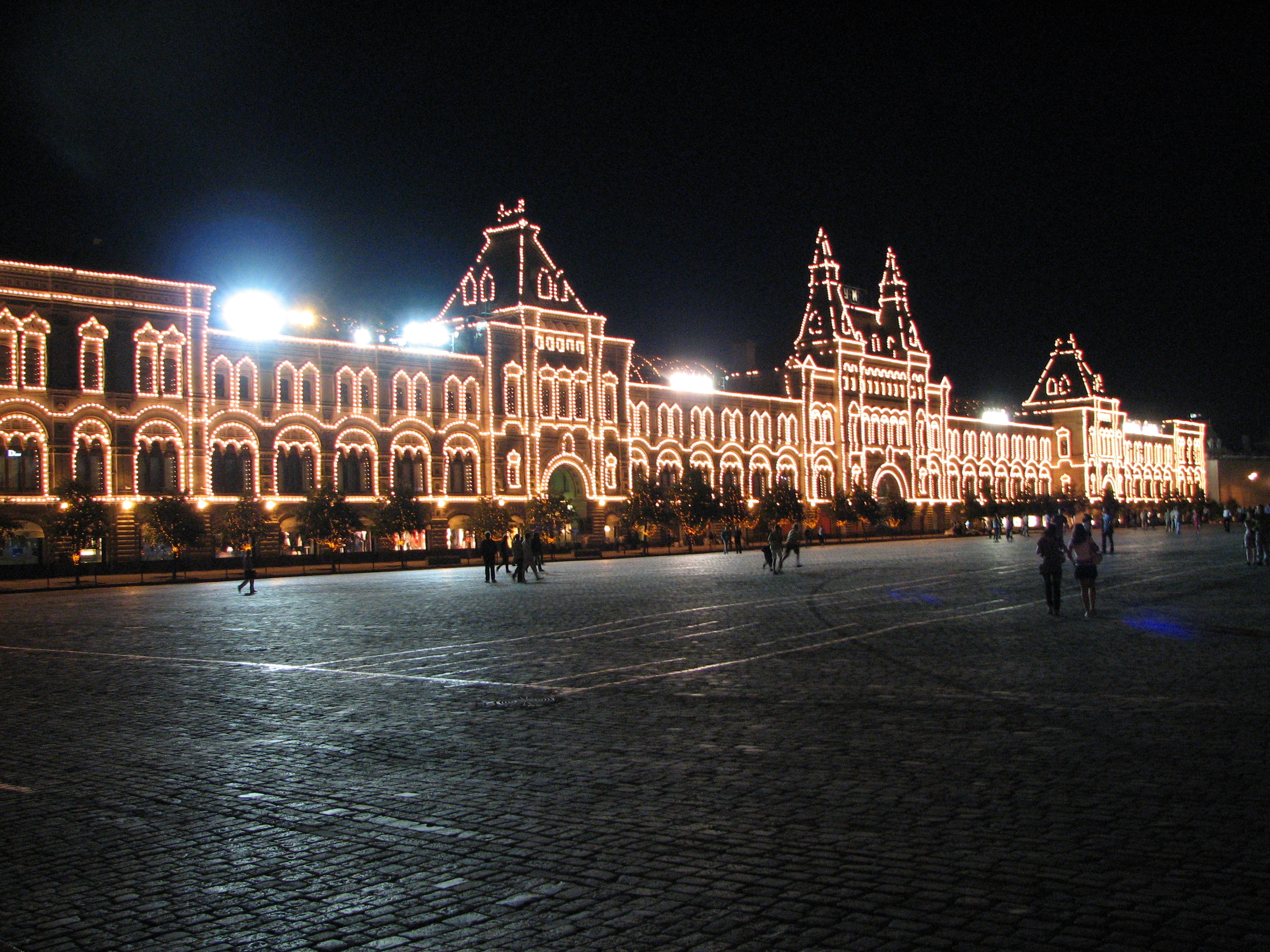
GUM bei Nacht: Seit dem Jahr 2000 wird die zentrale Fassade von Glühlampen beleuchtet, die entsprechend den architektonischen Formen des Gebäudes angeordnet sind.

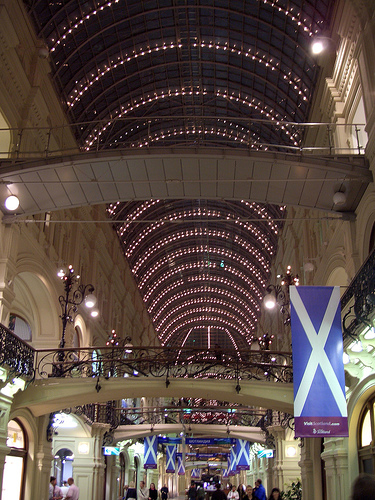
GUM bei Nacht, Innenansicht

Der Zusammenbruch der Sowjetunion und die darauffolgende Privatisierung des Staatseigentums in Russland leiteten für das GUM neue Zeiten ein. Bereits im Dezember 1990, zur Zeit der Perestroika, erfolgte die Gründung der Betreiber-Aktiengesellschaft Warenhaus GUM. Die vormals staatlich betriebene Verkaufsfläche des Warenhauses wurde nach und nach an diverse private Einzelhandelsunternehmen vermietet. Der Name wurde den neuen Gegebenheiten angepasst: Die alte, gewohnte Abkürzung GUM blieb zwar, steht seit 1990 jedoch für Glawny Uniwersalny Magasin (russ. Главный Универсальный Магазин), also Hauptwarenhaus statt bisher Staatliches Warenhaus. Im Juni 1993 feierte das nunmehr privatisierte Warenhaus sein 100-jähriges Bestehen mit einem mehrtägigen Volksfest und einem im Stil des späten 19. Jahrhunderts inszenierten feierlichen Umzug am Roten Platz. Wenig später wurde der zentrale GUM-Eingang vom Roten Platz aus nach rund 40 Jahren wiedereröffnet. Zu Sowjetzeiten war er für die Öffentlichkeit geschlossen, da die Staatsmacht damit verhindern wollte, dass sich Gedränge und Warteschlangen direkt am Roten Platz bildeten und das Erscheinungsbild des sowjetischen Staates in den Augen ausländischer Touristen verschlechterten.
Im darauffolgenden Jahrzehnt machte das GUM eine Entwicklung vom ehemals sozialistisch geprägten Warenhaus zu einem vornehmen Einkaufstempel durch. Auch das Gebäude selbst wurde von Ende der 1990er- bis Mitte der 2000er-Jahre umfassend renoviert und seine Innenausstattung erneuert. Neben der Installation von Fahrtreppen und Behindertenaufzügen sowie der Sanierung des Springbrunnens entstanden im zuvor ausschließlich für Büroräume genutzten zweiten Obergeschoss Ladenpassagen. Geplant ist außerdem ein Umbau des Kellergeschosses für dessen künftige Nutzung als Verkaufsfläche.

## Das GUM in der Kunst

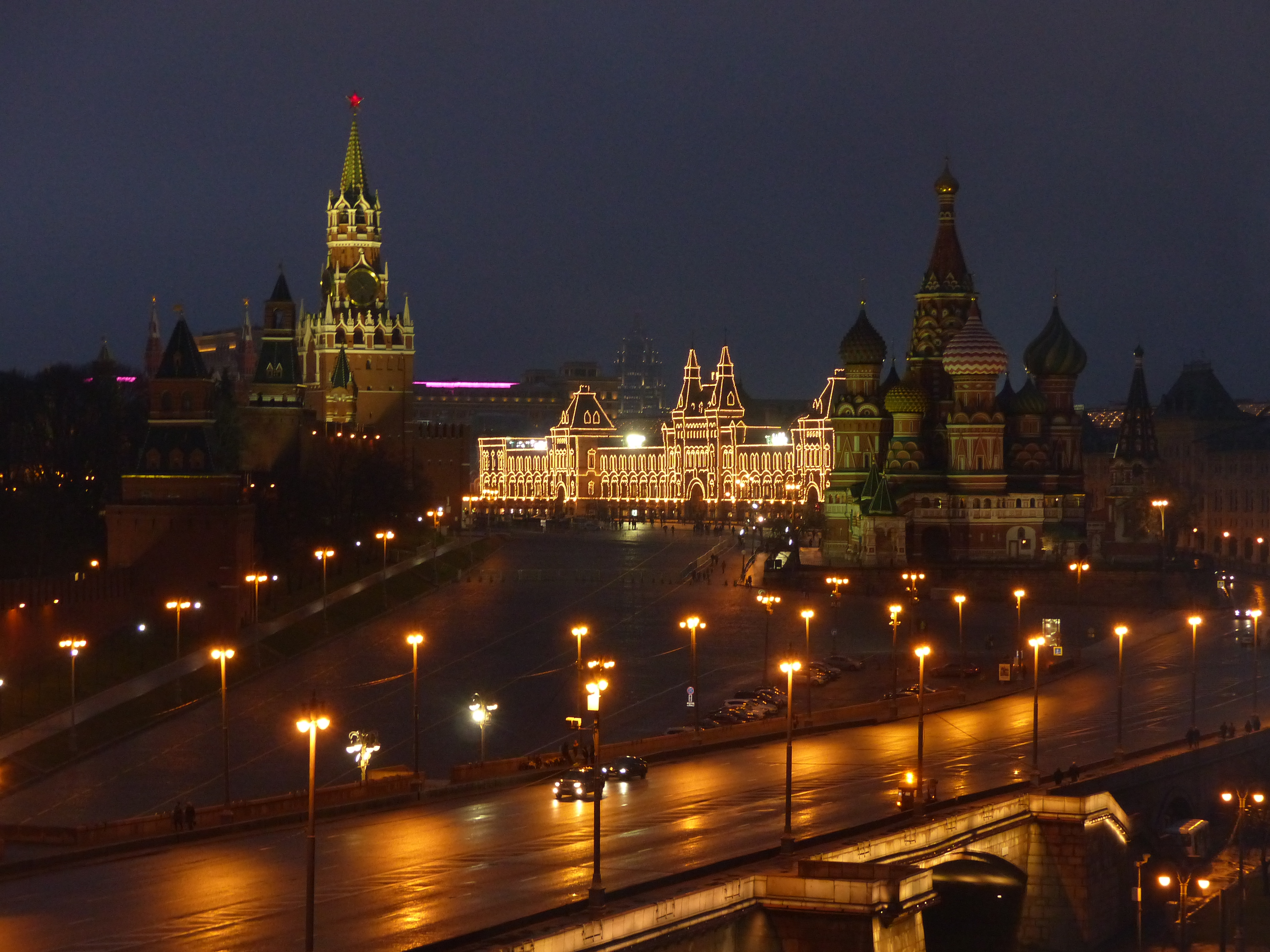
GUM bei Nacht

Das Warenhaus GUM war 1963 einer der Schauplätze und Drehorte des bekannten sowjetischen Spielfilms Zwischenlandung in Moskau (auch: Ich schreite durch Moskau, russ. Я шагаю по Москве) mit dem damals 18-jährigen Nikita Michalkow. In einer Szene sucht er dort als junger Arbeiter Kolja zusammen mit seinem Freund Sascha, der demnächst heiratet, ein neues Jackett für ihn aus. Auch in einem Lied des berühmten sowjetischen Dichters Wladimir Wyssozki findet das GUM Erwähnung: Ein Kolchosbauer, der in Moskau auf Dienstreise ist, schreibt seiner Frau im Dorf, er gehe nun ins GUM – „das ist wie bei uns die Scheune, nur mit Glas“ – um ein Kleid für sie zu kaufen, „… denn du kannst mir zu langweilig werden, mit deinem Schafspelz und dem grauen Kleid mit verblichenen Mustern“.

## Film
- Die großen Traumkaufhäuser – GUM, Moskau. Dokumentarfilm, Deutschland, 2017, 52:30 Min., Buch und Regie: Inga Wolfram, Produktion: Telekult, rbb, arte, Reihe: Die großen Traumkaufhäuser, Erstsendung: 11. Juni 2017 bei arte, Inhaltsangabe von ARD, mit vielen Archivaufnahmen.